# Platinum Classic
De Platinum Classic was een jaarlijks golftoernooi dat deel uitmaakte van de Sunshine Tour. Het toernooi werd op de Mooinooi Golf Club in Mooinooi, Zuid-Afrika gespeeld.
De eerste editie vond plaats 1995 en zou gespeeld worden op de Mooinooi Golf Club, maar de greens waren door vandalen onbespeelbaar gemaakt zodat het toernooi verplaatst werd naar de Rustenburg Golf Club in Rustenburg.
De Platinum Classic was het enige toernooi van de Sunshine Tour dat op een 9 holesbaan wordt gespeeld. Het toernooi werd jaarlijks georganiseerd in oktober, maar in 2012 vond die plaats in maart en in 2013 in september. 2013 was meteen ook de laatste editie van dit toernooi.

## Winnaars
| Jaar               | Seizoen            | Winnaar            | Score              | Score              |
| Rustenburg Classic | Rustenburg Classic | Rustenburg Classic | Rustenburg Classic | Rustenburg Classic |
| ------------------ | ------------------ | ------------------ | ------------------ | ------------------ |
| 1995               | 1995/96            | Brett Liddle       | 208 (-8)           |                    |
| Platinum Classic   |                    |                    |                    |                    |
| 1996               | 1996/97            | Mark Murless       | 204 (-12)          |                    |
| 19981              | 1997/98            | Desvonde Botes     | 199 (-17)          |                    |
| 19981              | 1998/99            | Bobby Lincoln      | 202 (-14)          |                    |
| 1999               | 1999/00            | Bobby Lincoln      | 201 (-15)          |                    |
| 2000               | 2000–01            | Desvonde Botes     | 202 (-14)          |                    |
| 2001               | 2001/02            | Roger Wessels      | 201 (-15)          |                    |
| 2002               | 2002/03            | Titch Moore        | 198 (-18)          |                    |
| 2003               | 2003/04            | Doug McGuigan      | 199 (-17)          |                    |
| 2004               | 2004/05            | Titch Moore        | 200 (-16)          |                    |
| 2005               | 2005/06            | Jaco Van Zyl       | 198 (-18)          |                    |
| 2006               | 2006/07            | Vaughn Groenewald  | 202 (-14)          |                    |
| 2007               | 2007               | Louis Oosthuizen   | 205 (-11)          |                    |
| 2008               | 2008               | Thomas Aiken       | 197 (-19)          |                    |
| 2009               | 2009               | Darren Fichardt    | 201 (-15)          |                    |
| 2010               | 2010               | Jean Hugo          | 196 (-20)          |                    |
| 2011               | 2011               | Hennie Otto        | 199 (-17)          |                    |
| 2012               | 2012               | Jake Roos          | 202 (−14)          |                    |
| 2013               | 2013               | Neil Schietekat    | 201 (−15)          |                    |

1In 1998 vond er twee toernooien plaats. Het eerste vond in januari plaats, dat Desvonde Botes won, en de tweede vond in november plaats, dat Bobby Lincoln won.
| Toernooirecord |